# Куними
Куними (яп. 国見町 Куними-мати) — посёлок в Японии, находящийся в уезде Дате префектуры Фукусима. Площадь посёлка составляет 37,90 км², население — 9523 человека (1 августа 2014), плотность населения — 251,27 чел./км².

## Географическое положение
Посёлок расположен на острове Хонсю в префектуре Фукусима региона Тохоку. С ним граничат города Дате, Сироиси и посёлок Кори.

## Население
Население посёлка составляет 9523 человека (1 августа 2014), а плотность — 251,27 чел./км². Изменение численности населения с 1980 по 2005 годы:
| 1980 | 12 050 чел. |  |
| 1985 | 12 010 чел. |  |
| 1990 | 11 888 чел. |  |
| 1995 | 11 736 чел. |  |
| 2000 | 11 198 чел. |  |
| 2005 | 10 692 чел. |  |

## Символика
Деревом посёлка считается сосна густоцветная, цветком — цветок персика, птицей — Cettia diphone.